# Adeele Sepp
Adeele Sepp (født 10. november 1989 i Kuressaare, Estiske SSR, Sovjetunionen) er en estisk skuespiller.